# Níkos Androulákis
Níkos Androulákis (grec moderne : Νίκος Ανδρουλάκης), né le 7 février 1979 à Héraklion, est un homme politique grec, président du Mouvement socialiste panhellénique (PASOK). En 2014, il est élu député européen.

## Biographie

### Jeunesse et études
Né à Héraklion en Crète en 1979, Androulákis a étudié le génie civil à l'université Démocrite de Thrace à Komotiní. Il a aussi donné des cours à l'ASPETE, université grecque spécialisée dans la formation d’enseignants.

### Carrière politique
En 1997, il rejoint le Camp panhellénique de militant étudiants (PASP), syndicat étudiant proche du Mouvement socialiste panhellénique (PASOK) et en 1999, il devient secrétaire de l'organisation dans la ville de Xánthi en Thrace. En 2001 il devient membre de l'organisme jeune du PASOK et en 2008 il est nommé au conseil national de ce parti. Le 4 mars 2013, il est élu membre du comité politique central politique, qui secrétaire politique lors de sa première session le 14 mars.
Le 12 décembre 2021, il devient président du PASOK et est élu en même temps, président du Mouvement pour le changement face à l'ancien Premier ministre Giórgos Papandréou.
Il est la cible d'une tentative d'espionnage en 2022, tout comme plusieurs journalistes, vraisemblablement de la part des services de renseignements grecs.
Il est désigné chef de l'opposition officielle le 21 novembre 2024.

### Membre du parlement européen
Lors des élections européennes de 2014, il est un des deux membres de L'Olivier, coalition de gauche autour du PASOK, à être élu au Parlement européen. Il est affilié au groupe Alliance progressiste des socialistes et démocrates (S&D) et est membre de la Commission des affaires étrangères et de la délégation pour les relations avec la république populaire de Chine.